# Vigdís Grimsdóttir
En aquest nom islandès, el darrer nom és un patronímic, no pas un cognom. La manera de referir-se a aquesta persona és pel nom de pila.
Vigdís Grímsdóttir (Reykjavík, 15 d'agost del 1953) és una escriptora islandesa. Va estudiar a la Universitat d'Islàndia. Diverses de les seves obres s'han adaptat al cinema.

## Obres
- 1990 "Vakna Törnrosa" í Sen dess har jag varit här hos er : 12 isländska noveller
- 1992 Nimeni on Ísbjörg, olen leijona
- 1993 Jeg hedder Ísbjörg, jeg er löve
- 1994 Flickan i skogen
- 1994 Metsän tyttö
- 1995 Grandavägen 7
- 1995 Jag heter Ísbjörg, jag är ett lejon
- 1995 Kannastie 7
- 1995 Pigen i skoven
- 1996 Je m'appele Ísbjörg, je suis lion
- 1997 Älskades länder
- 1997 Z - rakkaustarina